# الکسلبن
الکسلبن (به آلمانی: Elxleben) یک شهر در آلمان است که در زومردا واقع شده‌است. الکسلبن ۲٬۳۶۶ نفر جمعیت دارد.